# Thayarunde-Radweg

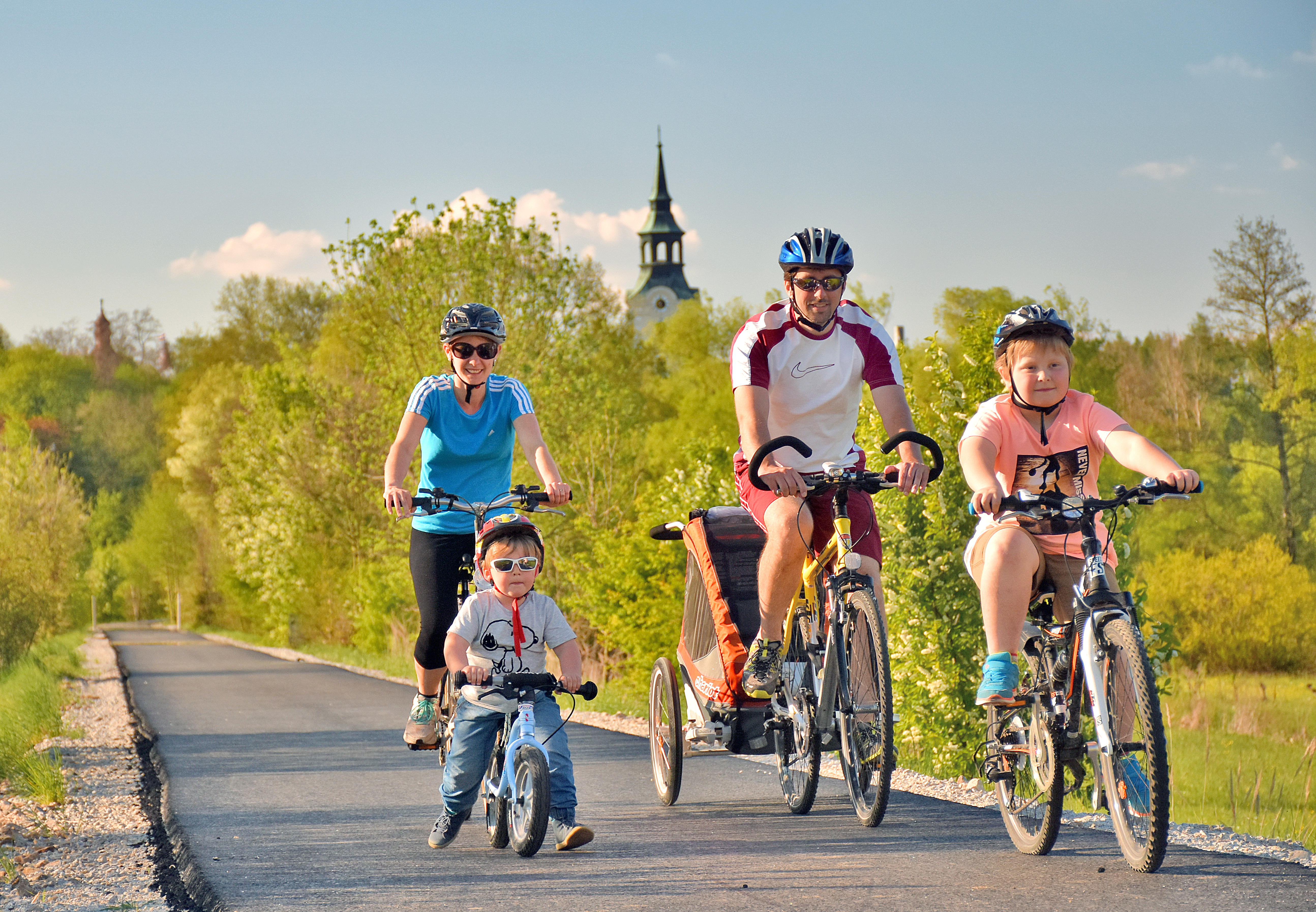
Thayarunde-Radweg bei Dobersberg

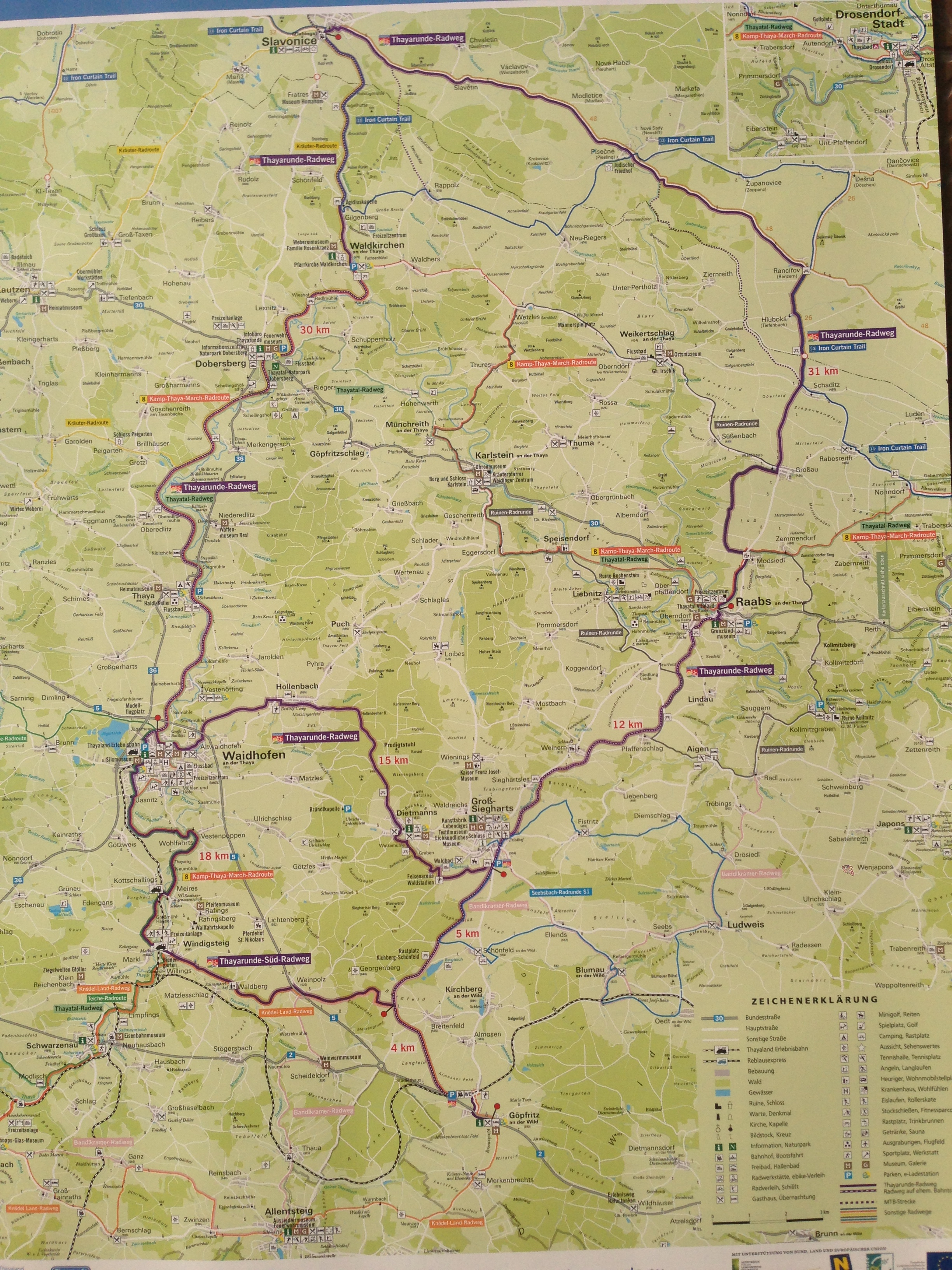
Radkarte

Der Thayarunde-Radweg (tschechisch Cyklostezka Die Thayarunde) ist ein 111 Kilometer langer grenzüberschreitender Radrundwanderweg, initiiert vom Zukunftsraum Thayaland, der am 24. Juni 2017 eröffnet wurde. Er führt 50 Kilometer auf den ehemaligen Bahntrassen der Thayatalbahn und der Göpfritz-Raabs Bahn. Die restlichen 61 Kilometer führt er auf wenig befahrenen Nebenwegen und Landesstraßen. Ein 25 Kilometer langer Abschnitt liegt in Tschechien. Der Thayafluss begleitet die Strecke großteils und lässt auch die Erinnerung an die alte Sommerfrische wieder aufleben. Die Städte Waidhofen/Thaya, Groß-Siegharts, Raabs/Thaya, Slavonice (Slabings) und die Märkte Waldkirchen/Thaya, Dobersberg, Thaya, Windigsteig, Göpfritz/Wild und Pisečné (Piesling) liegen an der Strecke.

## Streckenführung

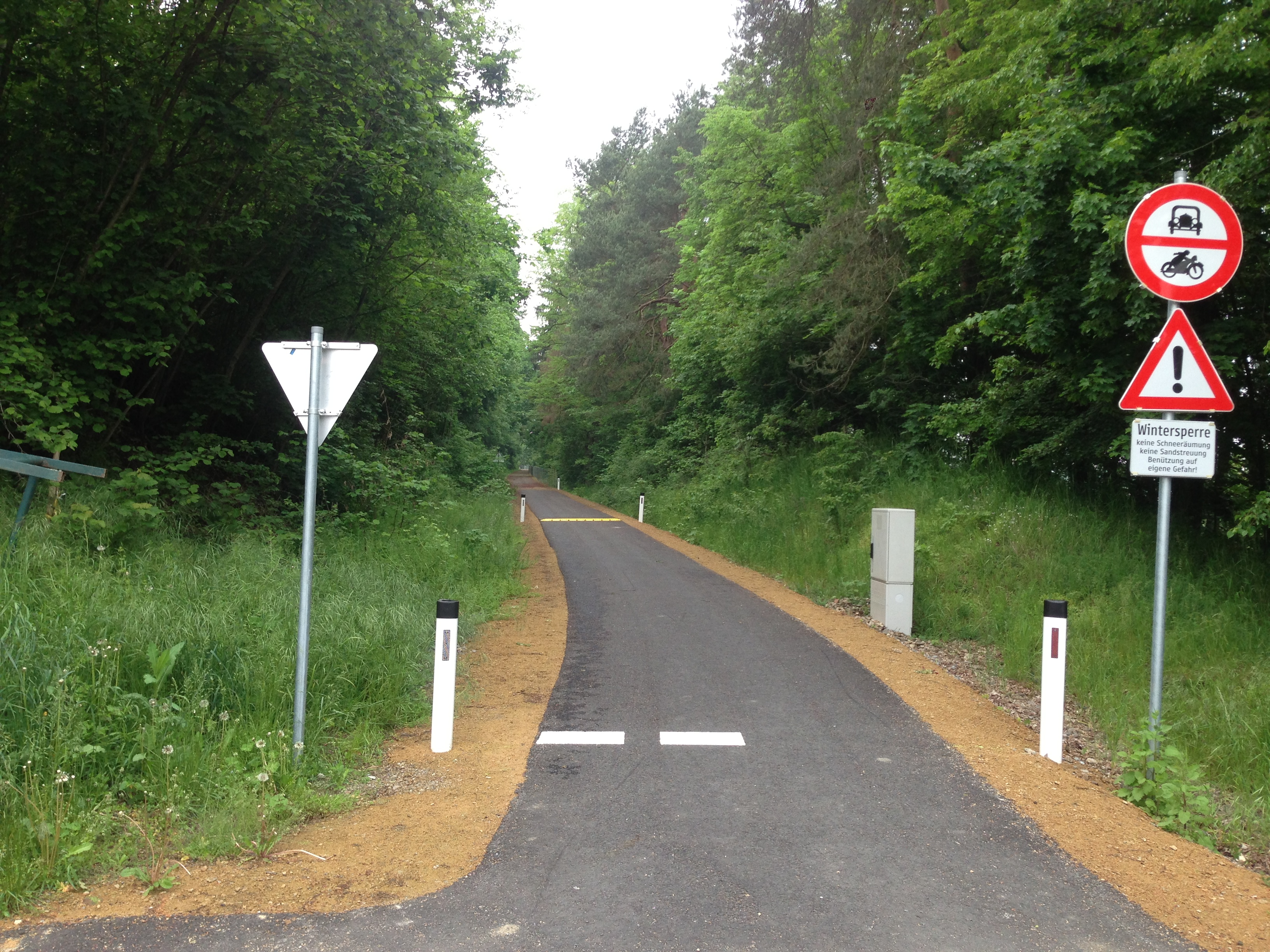
Thayarunde-Radweg Beginn bei Raabs/Thaya

Startend in Waidhofen, weist die durchgehend asphaltierte Strecke ein leichtes Gefälle bis Dobersberg auf. Weiter auf der ehemaligen Thayatalbahnstrecke gelangt man ohne nennenswerte Steigungen nach Slavonice. Der tschechische Teil der Rundtour führt teilweise auf wenig befahrenen Landstraßen. Wieder in Österreich bei Schaditz, führt der Weg leicht hügelig in die Stadt Raabs/Thaya, hier mündet die mährische Thaya in den österreichischen Teil der Thaya. Weiter geht es 17 Kilometer leicht ansteigend auf der  asphaltierten Bahntrassenstrecke über Groß-Siegharts nach Breitenfeld. Dort zweigt man rechts ab und gelangt die letzten 18 Kilometer auf leicht hügeligen und gut ausgebauten Wegen über Weinpolz und Windigsteig wieder nach Waidhofen.

## Ausbau und Markierung
Die Strecke ist in 5 Etappen gegliedert und weist auf den beiden Bahntrassenetappen (Thayatalbahnetappe 3 und Bandlkrameretappe 1) ein 2,5 Meter breites Asphaltband auf, welches gut markiert und leicht zu befahren ist. Die 18 Kilometer lange Felixetappe 4 von Waidhofen bis Breitenfeld ist als Thayarunde-Süd markiert und führt leicht hügelig auf Nebenwegen und wenig befahrenen Landesstraßen. 2019 wurde zwischen Weinpolz und Breitenfeld  eine 300 Meter lange Walddurchfahrt asphaltiert. Die Renaissanceetappe 2 ist mit dem tschechischen Radmarkierungssystem von Slavonice bis Hluboka Grenze versehen. In Tschechien existieren dort keine Geradeauspfeile auf den Markierungstafeln. Ab Schaditz führt der Weg auf wenig befahrenen Nebenwegen und Landesstraßen bis Raabs. Die Predigtstuhletappe 5 führt von Groß-Siegharts über Dietmanns und Hollenbach nach Waidhofen, von den 15 Kilometern sind 6,5 Kilometer der Strecke unasphaltierte Schotterstraßen.

## Beschilderung
| Beschilderung in Österreich | Beschilderung in Tschechien |
| --------------------------- | --------------------------- |

## Sehenswürdigkeiten
- Naturpark Dobersberg
- Altstadt von Slavonice
- Waldrappvoliere Waidhofen/Thaya
- Motorikpark Waidhofen/Thaya
- Ruine Kollmitz
- Lindenhof Galerien Raabs/Thaya
- Sirius Energiewelt
- Textilmuseum Groß-Siegharts
- Haidlkeller

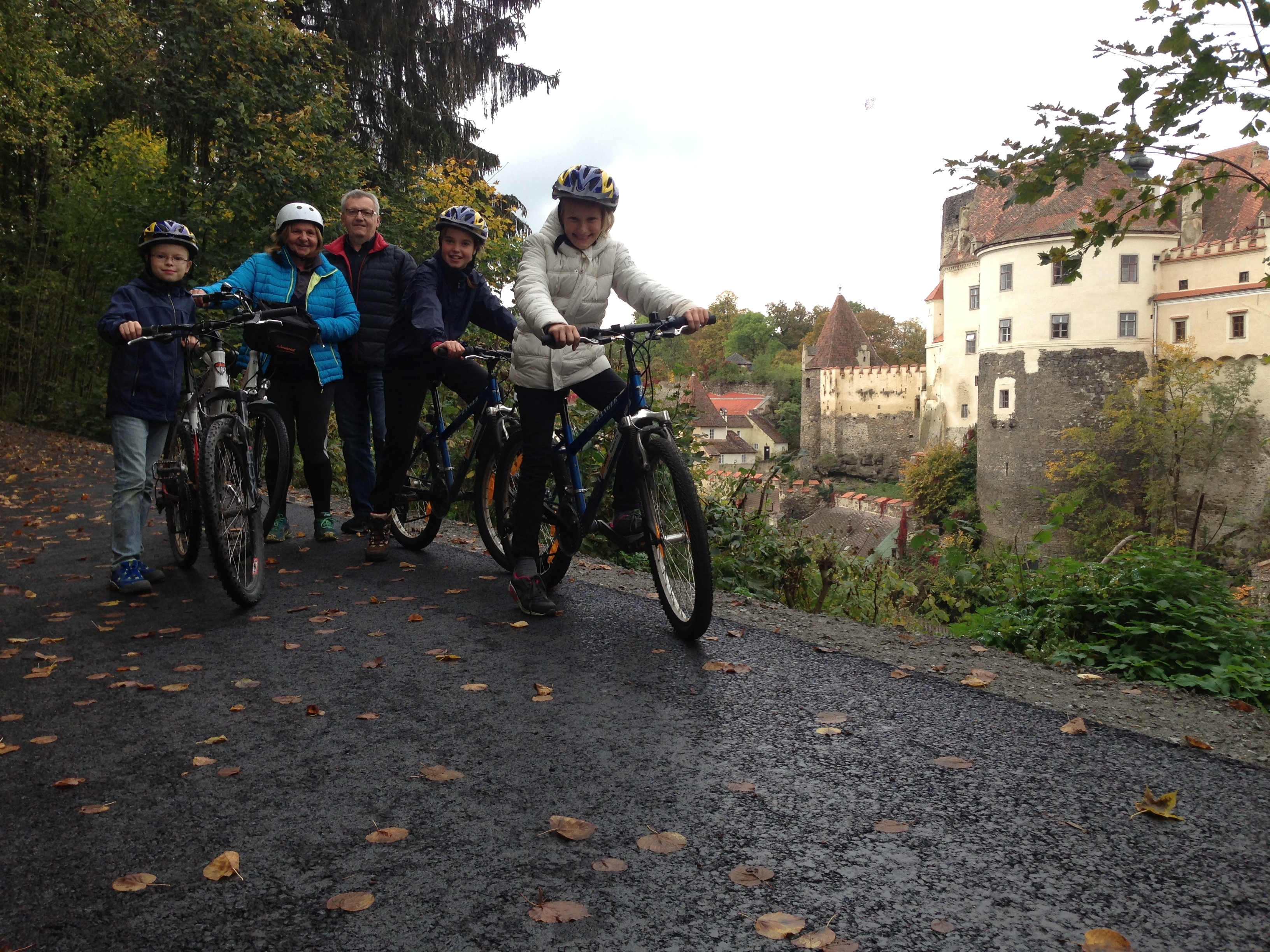
Blick auf das Schloss Raabs/Thaya vom Radweg aus

- Alte Flussbäder entlang der Thayarunde